# Stazione di Retiro San Martín
La stazione di Retiro San Martín (in spagnolo: Estación Retiro San Martín) è una stazione ferroviaria di Buenos Aires, capolinea della ferrovia General San Martín. La sua ubicazione è in plaza Canadá, nel centrale barrio di Retiro.
È la stazione di testa della linea San Martín che unisce Buenos Aires con la sezione nord-occidentale della sua grande conurbazione.

## Storia
Nel 1901 la compagnia britannica Buenos Aires and Pacific Railway, che operava dalla capitale verso le province occidentali ed il Cile, ottenne di prolungare la propria rete dalla stazione di Palermo alla zona di Retiro. Nove anni più tardi fu costruito l'edificio, un prefabbricato di legno e ferro, costituiva una soluzione temporanea in quanto era nei piani della compagnia costruirne uno delle dimensioni e dell'aspetto simili a quelli delle vicine stazioni Mitre e Belgrano. Il progetto tuttavia rimase carta bianca e il prefabbricato no fu mai sostituito o demolito.
Nel 1982 fu dichiarata Patrimonio Storico della città. Fino al 10 marzo 1993 dalla stazione Retiro San Martín la compagnia statale Ferrocarriles Argentinos operava corse di lunga tratta verso San Luis, Mendoza, San Juan e Villa Dolores.
Nel 2019 sono iniziati una serie di grandi lavori che hanno comportato ad un totale rifacimento del fabbricato. Accanto ad un recupero della facciata, è stato pianificato un totale rinnovamento degli interni, dei bagni, del tetto, delle biglietterie, degli spazi commerciali e della sala d'attesa dei treni a lunga distanza.

## Movimento

### Treni suburbani
Dalla stazione di Retiro San Martín la compagnia statale Trenes Argentinos opera un servizio ferroviario suburbano (linea San Martín) verso José C. Paz, Pilar e Dr. Cabred.

### Treni interurbani
Da Retiro San Martín partono treni interurbani e di lunga tratta per Junín e, dal 30 gennaio 2019, anche quelli per Rosario, Córdoba e Tucumán.

## Interscambio
La stazione di Retiro San Martín è servita dalle linee della metropolitana (Linea C e Linea E) e da numerose linee di autobus urbani e interurbani. È presente anche una stazione taxi.
A breve distanza sorgono anche le due stazioni ferroviarie di Retiro Belgrano e Retiro Mitre e la grande autostazione di Retiro.